# Obiektyw (program informacyjny)
Obiektyw – telewizyjny program informacyjny TVP3 Białystok nadawany codziennie. Program jest emitowany od początku istnienia oddziału terenowego Telewizji Polskiej w Białymstoku, serwis wystartował 16 lutego 1997 roku.

## Treść
Program przedstawia codziennie najnowsze wieści z miast województwa podlaskiego. Program wspierają dodatkowo redakcje terenowe zlokalizowane w Suwałkach oraz w Łomży. W ramach Obiektywu nadawana jest również prognoza pogody dla regionu, a po wydaniu głównym i wieczornym serwis sportowy.

## Historia emisji
Do 21 czerwca 2009 główne wydanie Obiektywu emitowane było o 18:00, a od 22 czerwca 2009 do 6 września 2010 roku główne wydanie Obiektywu było nadawane o godzinie 17:30.
Do 2010 wydania Obiektywu były emitowane o 07:45, 16:45.
Wydanie wieczorne Obiektywu do 27 sierpnia 2016 było emitowane do 21:45.

## Prezenterzy
- Krzysztof Jezierski
- Monika Andrulewicz
- Izabela Muczyńska
- Dorota Kuc
- Anna Żochowska
- Urszula Sokołowska
- Maciej Moczulski
- Aleksandra Toczydłowska[6]
- Agata Sakowicz[7]
- Karolina Karejwo-Kaczyńska

## Nagrody
- 1999 rok – I nagroda w kategorii regionalnych programów informacyjnych na III Przeglądzie i Konkursie Twórczości Dziennikarskiej Oddziałów Terenowych w Białymstoku. Przegląd został zorganizowany przez Ośrodek Szkolenia Akademii Telewizyjnej i Biuro Programów Regionalnych.
- 2001 rok – III nagroda w kategorii najlepszy program informacyjny na VI Przeglądzie i Konkursie Dziennikarskim Oddziałów Terenowych TVP S.A. w Olsztynie.
- 2002 rok – II miejsce w kategorii regionalny program informacyjny przyznana na Międzynarodowym Konkursie Prix Circom Regional na najlepsze produkcje europejskich telewizji regionalnych.
- 2011 rok – nagroda Grand Prix w kategorii najlepszy program informacyjny dla programu Obiektyw na XVII Przeglądzie i Konkursie Dziennikarskim Oddziałów Terenowych Gdańsk 2011.
- 2014 rok – pierwsza nagroda za najlepszy program informacyjny na 21. Przeglądzie i Konkursie Dziennikarskim Oddziałów Regionalnych Telewizji Polskiej w Opalenicy[8].